# Zheshart
Zheshart (del ruso: Жешарт) es un asentamiento de tipo urbano en la República Komi, en el norte de la Rusia europea, a orillas del río Víchegda. La localidad contaba 6.876 habitantes en 2024. La principal industria de Zheshart es la del procesamiento de madera.

## Historia

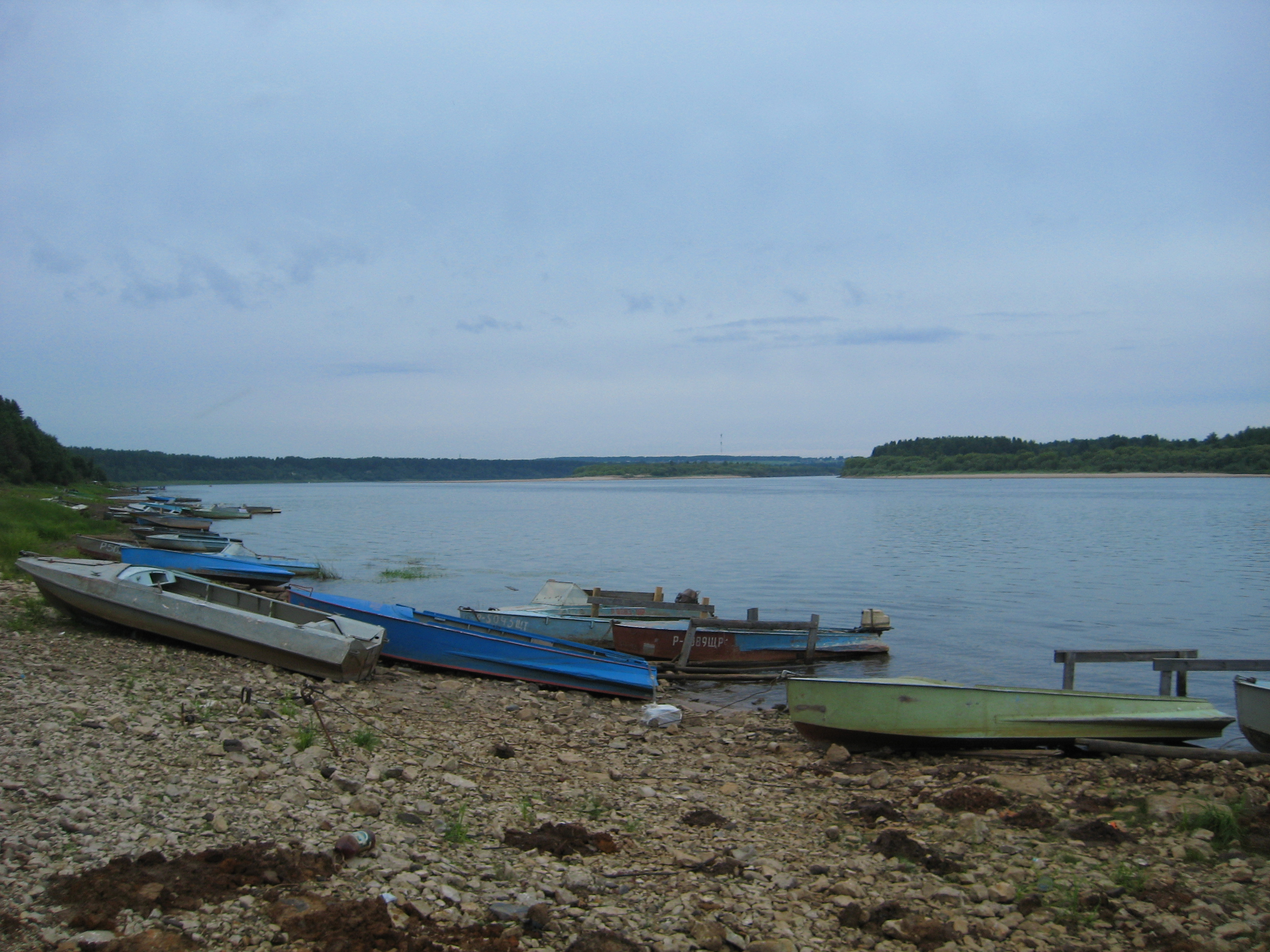
Orilla del río Víchegda, cerca de Zheshart

Hasta la década de 1930, en el emplazamiento de la localidad actual se encontraba un pueblo del mismo nombre, conocido desde 1586. En 1940, se empezó la construcción de un aserradero en el bosque de los alrededores del pueblo. Durante el ataque alemán a la Unión Soviética, se decidió construir en su lugar una fábrica de contrachapado, en demanda en ese momento para la construcción de aviones. De todos modos, ésta no se finalizó hasta 1946. En las siguientes décadas se ampliaría la fábrica, que en la década de 1970 sería ya un complejo industrial.
Paralelamente al crecimiento de la fábrica también la ciudad creció. Se desarrollaron nuevas viviendas, guarderías, un cine y centro cultural. Tras la caída de la Unión Soviética la empresa fue privatizada y a día de hoy pertenece a la empresa rusa "United Panel Group".
La ciudad cuenta con dos escuelas generales y dos guarderías.